# Eilema oblitterans
Eilema oblitterans là một loài bướm đêm thuộc phân họ Arctiinae, họ Erebidae.